# Abiku
Abiku es una palabra yoruba que se puede traducir como "predestinado a muerte". Es de (abi) "lo que nació" y (iku) "muerte".

## Definición
Abiku se refiere a los espíritu de los niños que mueren antes de llegar a la pubertad; un niño que muere antes de los doce años se llama Abiku, y el espíritu, o espíritus, que causó la muerte también se llaman abiku.
Un abiku no sólo es un espíritu de un niño que muere joven; la creencia es que el espíritu regresa a la misma madre varias veces para renacer varias veces. Esta creencia sostiene que el espíritu nunca planea "quedarse en vida", por lo que es "indiferente a la difícil situación de su madre y su dolor".
Se cree que los propios espíritus viven en los árboles, especialmente las especies de iroko, baobab y algodones de seda.

## Literatura
La novela de Ben Okri El camino hambriento se basa en un abiku. La novela Abiku de Debo Kotun, una sátira política de la oligarquía militar nigeriana, se basa en un abiku. La novela ilustrada de Gerald Brom, The plucker, describe los juguetes de un niño luchando contra un abiku", como lo describe Pulse. El regreso de An Abiku Chils también ocurre en la escritura de la novelista eslovena Gabriela Babnik, en su novela Koža iz bombaža. También vemos que el poema 'Abiku' de Wole Soyinka se basa en gran medida en este hecho. La novela de  Ayọ̀bámi Adébáyọ̀ Stay With Me tiene una pareja cuyos hijos mueren en la infancia.

## Investigación
Una revisión de las historias orales en torno a abiku señala que:
"Tales relatos (a veces son solo definiciones apresuradas) a menudo mezclan hechos sobre àbíkú con hechos sobre ògbánje; representan àbíkú como homogéneo en el tiempo y el espacio; no distinguen entre discursos populares y expertos, oficiales y heréticos, indígenas y exógenos de àbíkú; asumir que la creencia en àbíkú tiene un origen psicológico más que ontológico, y àbíkú apresuradamente apropiado para servir como símbolo de los conceptos e inquietudes metropolitanas actuales".